# Arif Alvi
Arif-ur-Rehman Alvi (urdu: عارف الرحمان علوی‎; Carachi, 29 de agosto de 1949) é um político e dentista paquistanês, 13.º Presidente do Paquistão, entre 2018 e 2024.
Alvi foi membro da Assembleia Nacional do Paquistão de junho de 2013 a maio de 2018 e novamente de agosto a setembro de 2018. É um dos fundadores do Movimento Paquistanês pela Justiça, Alvi foi eleito Presidente do Paquistão em 4 de setembro de 2018, após vitória com 53,33% dos votos do Colégio Eleitoral.